# Cachorros Neza
Cachorros Neza ist ein ehemaliger mexikanischer Fußballverein aus Nezahualcóyotl im Bundesstaat México.

## Geschichte
Der Verein stieg zur Saison 1976/77 in die seinerzeit drittklassige Tercera División ein, in der er bis 1981/82 vertreten war. Als zur Saison 1982/83 mit der Segunda División 'B' eine neue drittklassige Liga eingeführt wurde, durch die die Tercera División de facto zur vierten Liga deklassiert wurde, wurden 16 Mannschaften aus der alten Tercera División eingeladen, fortan in der neuen Segunda División 'B' zu spielen. Eine von ihnen waren die Cachorros Neza, die dort bis zur Saison 1989/90 vertreten waren. Nachdem sie in ihrer letzten Spielzeit in ernsthafte Abstiegsgefahr geraten waren und sich erst in den Relegationsspielen gegen den Mazorqueros FC behaupten konnten, wurde – wahrscheinlich aufgrund von finanziellen Erwägungen – die Drittligalizenz an den Club Unidos Tlaxcala veräußert. Damit endete für die Cachorros Neza die Ära des Profifußballs.
Die größten Schlagzeilen lieferte die Mannschaft in den Spielzeiten 1985/86, als ihr Stürmer Raúl Navarro mit 36 Treffern erfolgreichster Torjäger der Segunda División 'B' war, und 1986/87, als der Verein die Vizemeisterschaft der Segunda División 'B' erzielte. Durch diesen Erfolg wäre er zum Aufstieg in die zweite Liga berechtigt gewesen, wagte jedoch das finanziell waghalsige Abenteuer nicht und verkaufte die Lizenz an den Aufsteiger der viertklassigen Tercera División, Camaroneros de Salina Cruz.